# Perruel
Perruel és un municipi francès situat al departament de l'Eure i a la regió de Normandia. L'any 2007 tenia 447 habitants.

## Demografia

### Població
El 2007 la població de fet de Perruel era de 447 persones. Hi havia 157 famílies de les quals 20 eren unipersonals (12 homes vivint sols i 8 dones vivint soles), 58 parelles sense fills, 75 parelles amb fills i 4 famílies monoparentals amb fills.
La població ha evolucionat segons el següent gràfic:
Habitants censats

### Habitatges
El 2007 hi havia 188 habitatges, 162 eren l'habitatge principal de la família, 20 eren segones residències i 6 estaven desocupats. 187 eren cases i 1 era un apartament. Dels 162 habitatges principals, 130 estaven ocupats pels seus propietaris, 28 estaven llogats i ocupats pels llogaters i 4 estaven cedits a títol gratuït; 1 tenia una cambra, 4 en tenien dues, 22 en tenien tres, 48 en tenien quatre i 87 en tenien cinc o més. 126 habitatges disposaven pel capbaix d'una plaça de pàrquing. A 59 habitatges hi havia un automòbil i a 92 n'hi havia dos o més.

### Piràmide de població
La piràmide de població per edats i sexe el 2009 era:
| Homes | Edats   | Dones |
| ----- | ------- | ----- |
| 0     | 95 o +  | 0     |
| 0     | 90 a 94 | 0     |
| 0     | 85 a 89 | 0     |
| 0     | 80 a 84 | 0     |
| 4     | 75 a 79 | 8     |
| 4     | 70 a 74 | 4     |
| 4     | 65 a 69 | 4     |
| 8     | 60 a 64 | 12    |
| 4     | 55 a 59 | 4     |
| 4     | 50 a 54 | 8     |
| 16    | 45 a 49 | 0     |
| 24    | 40 a 44 | 32    |
| 24    | 35 a 39 | 8     |
| 28    | 30 a 34 | 32    |
| 8     | 25 a 29 | 8     |
| 16    | 20 a 24 | 12    |
| 8     | 15 a 19 | 8     |
| 20    | 10 a 14 | 12    |
| 36    | 5 a 9   | 12    |
| 12    | 0 a 4   | 24    |

## Economia
El 2007 la població en edat de treballar era de 303 persones, 230 eren actives i 73 eren inactives. De les 230 persones actives 212 estaven ocupades (124 homes i 88 dones) i 17 estaven aturades (7 homes i 10 dones). De les 73 persones inactives 36 estaven jubilades, 20 estaven estudiant i 17 estaven classificades com a «altres inactius».

### Ingressos
El 2009 a Perruel hi havia 169 unitats fiscals que integraven 465 persones, la mediana anual d'ingressos fiscals per persona era de 20.368 €.

### Activitats econòmiques
Dels 11 establiments que hi havia el 2007, 4 eren d'empreses de construcció, 2 d'empreses de comerç i reparació d'automòbils, 2 d'empreses d'informació i comunicació i 3 d'empreses classificades com a «altres activitats de serveis».
Dels 3 establiments de servei als particulars que hi havia el 2009, 2 eren lampisteries i 1 electricista.
L'any 2000 a Perruel hi havia 5 explotacions agrícoles.

## Equipaments sanitaris i escolars
El 2009 hi havia una escola elemental integrada dins d'un grup escolar amb les comunes properes formant una escola dispersa.

## Poblacions més properes
El següent diagrama mostra les poblacions més properes.